# Bandera de Libèria
La bandera de Libèria és l'ensenya d'aquest país africà. El 1822, Libèria es va fundar per una societat americana de colonització, la The National Colonization Society of America, per instal·lar-hi esclaus negres alliberats. Es van dotar d'una bandera el 1927 per substituir la dels Estats Units, que portava llavors 24 estrelles. La bandera de Libèria es va inspirar en aquesta.
Aquesta bandera es fa servir molt en els vaixells del món pel fet que hi ha taxes molt baixes. Es creu que hi ha 1600 vaixells que naveguen amb aquesta bandera de conveniència, cosa que aporta una bona part del pressupost del país.

## Banderes històriques

### 1822-1847: colònia de Libèria, després comunitat autònoma
La bandera de la colònia fou adoptada el 9 d'abril de 1822 i confirmada el 1839, quan la colònia es va transformar en comunitat autònoma.
La bandera portava una creu al lloc de l'estrella al costat superior del fust, cosa que mostrava la devoció cristiana dels colons, la capital Monròvia es va anomenar en origen City of Christ. Les bandes són 13, com a la bandera dels Estats Units, que simbolitzen la pau en blanc i la sang vessada per la construcció del país, en vermell. El blau representa l'oceà o el continent africà. D'altres fonts diuen que és el coratge i l'excel·lència moral del país.

ratio 2:3 Bandera de Libèria (1822-1847)

### Des de 1847: República de Libèria
La nova bandera fou adoptada per la recent creada constitució republicana el 16 de juliol de 1847, uns dies abans de la declaració d'independència del 26 de juliol i hissada oficialment el 27 d'agost següent. Les proporcions 10:19, fixades el 1961, són les mateixes que les de la bandera nord-americana. Les bandes van passar de 13 a 11 per recordar els 11 representants dels tres comtats (Montserrado, Grand Bassa i Sinoe) que van signar la declaració d'independència. L'estrella substitueix la creu per mostrar la independència de l'única república lliure d'Àfrica.

## Banderes comtals
Libèria es subdivideix en 15 comtats, cadascun dels quals té dret a la seva pròpia bandera. Cadascuna d'elles porta la bandera nacional de Libèria al quarter superior esquerre. Les banderes del comtat onegen a les oficines regionals i juntes encerclen la bandera nacional de Libèria al Palau Presidencial. Aquestes banderes foren introduïdes el 1965 per William Tubman amb el propòsit de promoure els comtats com a entitats significatives. El seu disseny es va inspirar en la tradició d'encoixinat de Libèria.
Les banderes han estat objecte de befa per part de membres de les comunitats vexil·lològiques en línia, però el vexil·lòleg Steven A. Knowlton argumenta que aquestes discussions només demostren una manca de comprensió del context polític i cultural d'aquestes banderes i de la construcció de banderes a partir de tèxtils en contraposició a la creació digital.

Comtat de Bomi
Comtat de Bong
Comtat de Gbarpolu
Comtat de Grand Bassa
Comtat de Grand Cape Mount
Comtat de Grand Gedeh
Comtat de Grand Kru
Comtat de Lofa
Comtat de Margibi
Comtat de Maryland (Libèria)
Comtat de Montserrado
Comtat de Nimba
Comtat de Rivercess
Comtat de River Gee
Comtat de Sinoe